# 林爽文事件
林爽文事件，又稱林爽文之亂、林爽文起義，為清朝时期台湾的三大民變之一，是由天地會領袖林爽文發動的一場抗清行動。後來經清军平定。

## 民變因素
林爽文事件之前，台灣社會存在著一些不安定的因素；歸納而言，約有五項：
1. 吏治不良：官員貪污、吏役擅作威福，民眾滋生不滿。
2. 游民充斥
3. 班兵（輪班駐臺之清廷綠營兵）腐敗：兵丁有包差、開賭、窩娼等行為
4. 民間結社
5. 族群械鬥 [1]

## 作戰經過

### 抗清初期
1787年1月16日（乾隆五十一年十一月二十七日），因臺灣府知府取締天地會，逮捕天地會領袖林爽文之叔叔、伯伯，林爽文遂率軍劫獄反抗，號稱五十萬眾響應，2日後（1月18日）攻下彰化，殺臺灣知府孫景燧、理番同知、北路協副協等人，進駐彰化縣。閩浙總督常青聽聞彰化陷落的消息後，隨即飛咨水師提督黃仕簡率領本標兵一千名、金門鎮兵五百名、南澳銅山營兵五百名，由鹿耳門飛渡前進；並命令副將丁朝雄、參將那穆素里帶領臣標兵八百名、海壇鎮兵四百名、閩安烽火營兵三百名，隨海壇鎮總兵郝狀猷差遣，由閩安出口至淡水前進；兩路圍攻。參將潘韜、都司馬元勳帶領陸路提標兵一千名，赴鹿仔港防守。常青駐守泉州，會同陸路提督任承恩居中調度。並委金門鎮總兵羅英笈前赴廈門鎮壓。一面命令各機關沿海營縣嚴密防範，也咨廣東、浙江等省的巡撫、總督，於海口要隘嚴密查緝，不讓起事群眾得以逃逸。
1月20日，北路的王作、李同等人率眾響應林爽文，向北攻下竹塹（今新竹市），殺淡水同知程峻。隨後，林爽文建號「順天」，往南攻打諸羅縣等地，福建陸路提督署力守，諸羅縣知縣與已卸任的皆被殺。鳳山縣天地會領袖莊大田亦集眾起兵響應，發生篤嘉莊之戰，至2月全台除南部臺灣府、諸羅，中部海港鹿港鎮外均落於林爽文勢力之手。
林爽文勢力多屬於台灣漳州閩南人系統，率先攻打的鹿港、艋舺、北港、竹塹等地，卻多屬於台灣泉州閩南人地盤，雙方向來有宿怨，於是全台灣爆發大規模的漳泉械鬥，不少台灣泉州閩南人自組「泉州義民軍」紛紛自衛，配合清軍圍攻、抵抗以漳州閩南裔台灣人為主的林爽文勢力入侵家園。
其後，因為林爽文勢力也攻打客家庄，桃竹苗，六堆等地的客家居民紛紛以鄉勇形式組織「台灣客家義民軍」，配合清軍圍攻、抵抗林爽文軍隊以保衛自己的家園。新竹地區在陳紫雲領導下，轉戰今日新竹市、新竹縣等地。六堆地區則有右堆（瀰濃）下庄的李屋伙房的李清龍、李清鳳兄弟領導義勇軍進行抵抗，並支援被圍困俘虜的台南府城官兵，於事件結束後李清龍亦獲得朝廷賞賜六品軍功頭銜，其後人於每年清明時節仍對其祭祀緬懷，美濃天后宮和美濃德勝公的由來和此事件相關，瀰濃莊戰役就是敘述林爽文事件在六堆發生的戰役。
閩浙總督聞變，急派福州將軍恆瑞、福建水師提督和福建陸路提督率清軍4000人征台，先後收回諸羅縣城、鳳山縣舊城，不久即於4月23日再被莊大田攻佔，雙方形成拉鋸戰。調並浙江、廣東清軍一萬多人親自渡台，隨後又增加七千人，雙方對峙在台灣府城。

### 抗清後期
後來清廷又派陝甘總督大學士福康安、參贊大臣海蘭察共率綠營八千人於12月10日（陰曆11月2日）自泉州人控制的鹿港登臺，上岸後再招團練六千，總兵力一萬四千，與林爽文三萬兵力對峙，雙方戰於八卦山。福康安先後收彰化、諸羅。林爽文敗走集集、水沙連（今南投縣魚池鄉）等地。1788年2月10日，福康安令人說服當地居民於老衢崎頂（今苗栗縣的崎頂一帶）生擒林爽文。之後林爽文及諸要犯皆按律例凌遲處死梟首示眾，原籍祖墳盡被刨挖，家眷連坐，女性發配邊疆為奴，十五歲以下男童被押至北京交內務府閹割充當太監。
莊大田由於與泉州籍首領莊錫舍有嫌隙，兵敗逃亡時行蹤為清軍所知，被烏什哈達率領的水師抓獲時，已身受重傷，在臺灣被處死，函首北京。

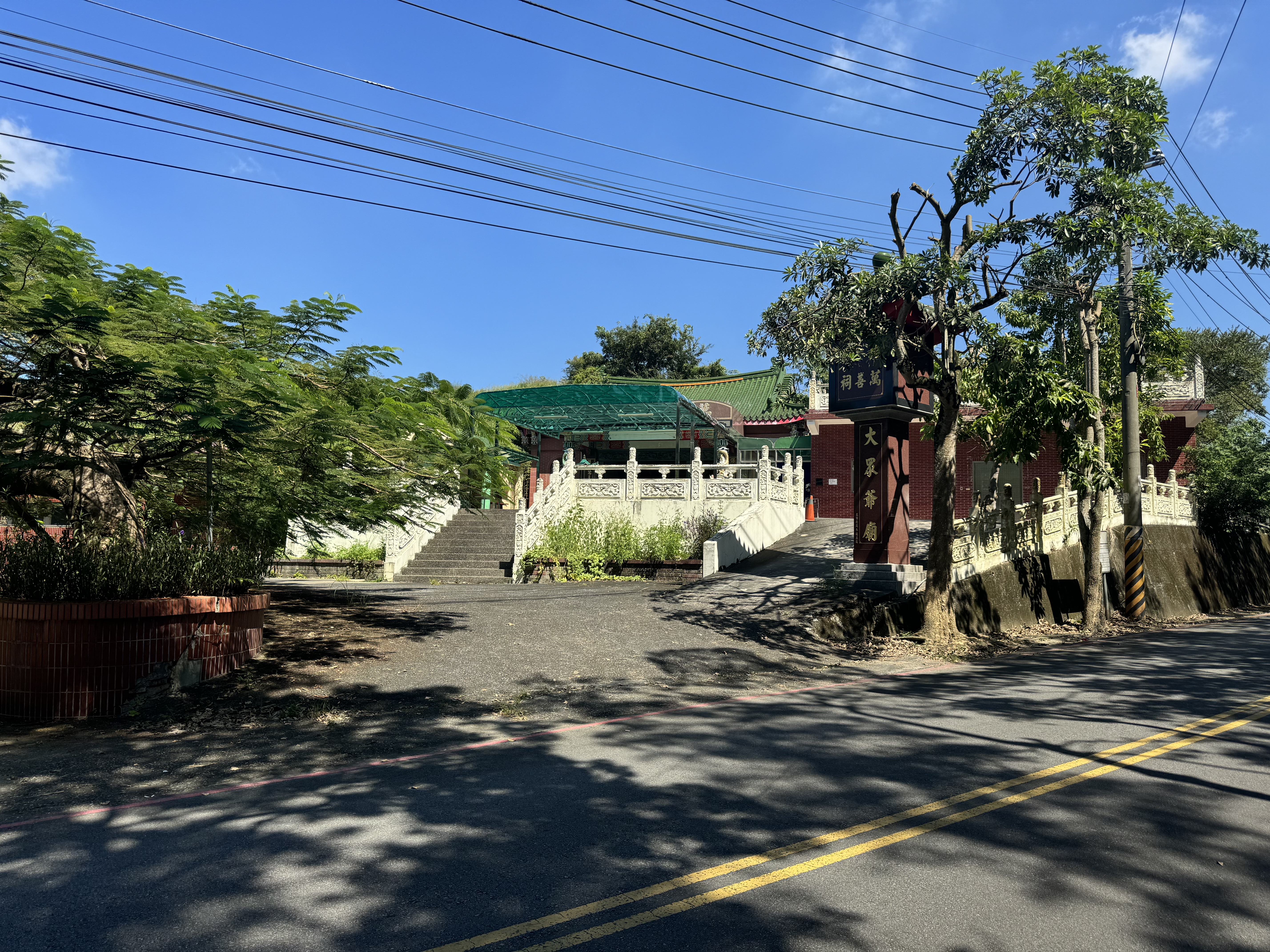
寮下萬善祠大眾爺廟（原東勢保安祠）

此事清廷雖派軍不足4萬，費時一年三個月平亂。然而巧用族群關係，借助閩、粵間之矛盾，並結好原住民，圍堵林爽文部眾，終殲滅之。清乾隆五十二年（西元1787年）乾隆皇帝為了「嘉」獎諸羅縣義民「義」舉，而將諸羅改名「嘉義」。
『乾降五十二年十一月初三日奉上諭：臺灣逆匪林爽文糾眾倡亂以來，提督柴大紀統兵勦捕。收復諸羅縣後，賊匪屢經攻擾，城內義民幫同官兵奮勇守禦，保護無虞。該處人民急公向義，眾志成城，應錫嘉名以旌斯邑。著將諸羅縣改為嘉義縣。閤縣良民，倍加奮勵，以昭獎勸。』 又說:『乾隆五十二年十一月初十日奉上諭：臺灣嘉義縣自被賊匪攻擾以來，該處兵民人等，共知大義，悉力固守，久而益堅，實堪嘉尚。』(明清史料戊編)
『台灣逆匪林爽文糾眾倡亂以來，提督柴大紀統兵勦捕，收復諸羅後，賊匪屢經攻擾，城內義民幫同兵官奮勇守禦，保護無虞，該處民人急公向義，眾志成城，應錫嘉名，以旌斯邑，著將諸羅縣改為嘉義縣，俾閤縣良民倍加奮勵，以昭獎勵。』（乾隆朝實錄一二九二卷）

## 後續
1788年9月乾隆帝七十八歲大壽，乾隆帝接受福康安安排各社有功頭目進京朝見，並論功行賞。當時進京名單包含四大總社烏鰲總社、阿里山總社、大武壠總社及傀儡山總社等共30名原住民大小頭目。而該次朝覲事蹟亦由乾隆帝諭令補畫入1761年由傅恒主持完成之《皇清職貢圖》中。
中央研究院社會學研究所特聘研究員柯志明考據林爽文部眾最後逃亡至東勢角，葬臺中東勢保安祠。

## 影響
- 林爽文事件發生之後，臺灣島上物價暴漲，經營白米、食鹽業的林平侯因而糶米致富，其後人即林本源家族（板橋林家）。

- 事件平定之後，乾隆帝賜御匾予臺灣的各籍人民，台灣熟番得「效順」、台灣泉州裔台灣人得「旌義」、台灣漳州裔台灣人得「思義」、台灣客家人得「褒忠」，而後台灣客家人稱此事件協助官軍平亂的兩百多位殉難者為「敕封義民」，建造了「褒忠義民廟」、苗栗義民廟加以奉祀，自此義民信仰也成為台灣客家人重要的鄉土信仰。

- 泉州閩南人也在今雲林縣北港鎮留有「北港義民廟」信仰，拜的就是前述乾隆皇帝頒發的「旌義」牌，為泉州系統的台灣泉州系閩南義民廟。

- 但台灣漳州地區（主要是台灣中南部的山線地區），尤其是鄰近南投縣一帶的地方人士，多為漳州裔台灣人後裔，仍對林爽文留有某種程度的美好歷史記憶。

- 霧峰林家開基祖林石原本於大里杙開墾，林爽文事件後受到牽連繫獄而死，由長媳黃端娘帶著幼子瓊瑤、甲寅遷到霧峰居住[7]。此外大里杙的林姓居民因為怕被牽連，紛紛逃離，留下約三百多公頃的良田被清廷查封收歸國有，日後這些地在臺灣日治時期曾由臺灣拓殖株式會社管理，租給農民耕種[7]。這些田地因而有「臺拓地」、「抄封田」的稱呼[7]。

- 天地會早先領導中樞在台灣；歷經林爽文事件以後，天地會領導權轉移至中國大陸，隨著時代的演變，天地會形成洪門，據山為寨；又有大量的天地會分子加入並充實了另外一個信奉羅教的清幫，幫中多漕運工人，沿江設舵，控制了內河的運輸。

- 乾隆帝將平臺民變一事列入十全武功。

- 臺南市赤崁樓所設置的清乾隆漢滿文御碑即是為紀念此事件，碑文書刻此事件始末。

## 乾隆平定臺灣得勝圖

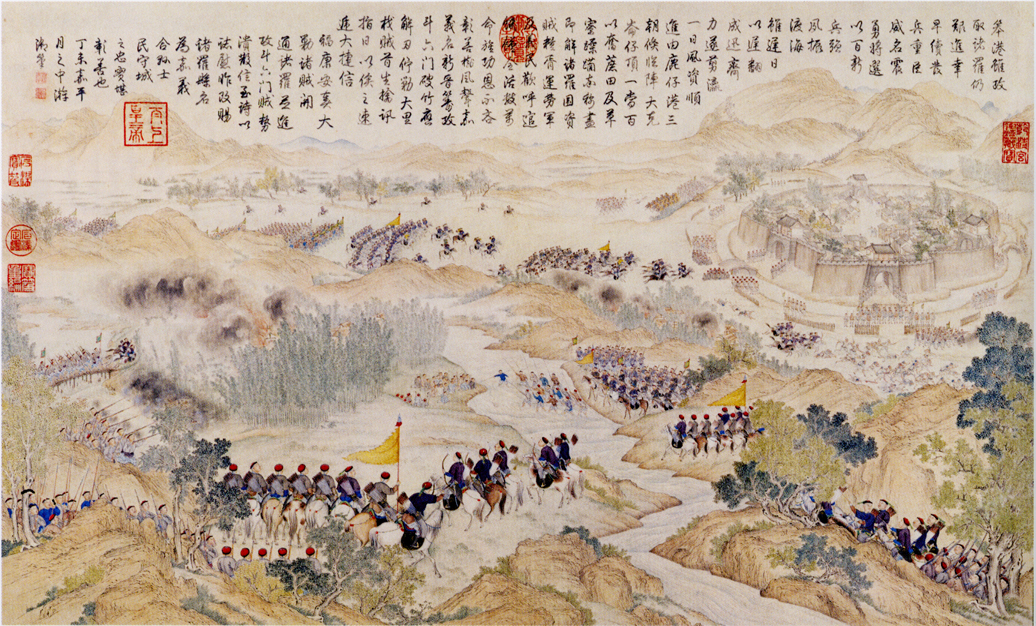
大剿諸賊開通諸羅並進攻斗六門
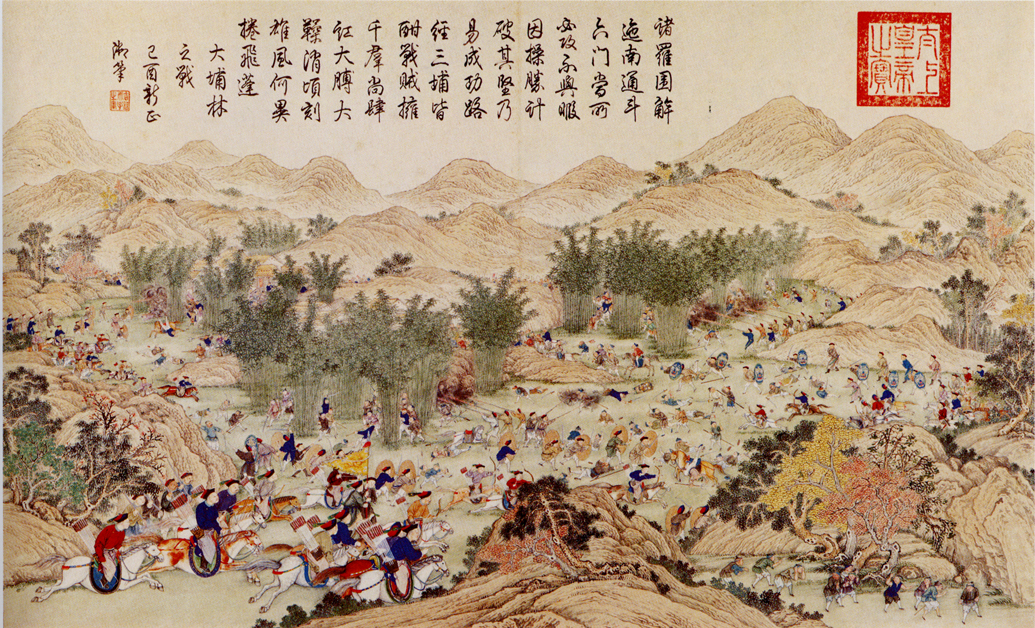
大埔林之戰
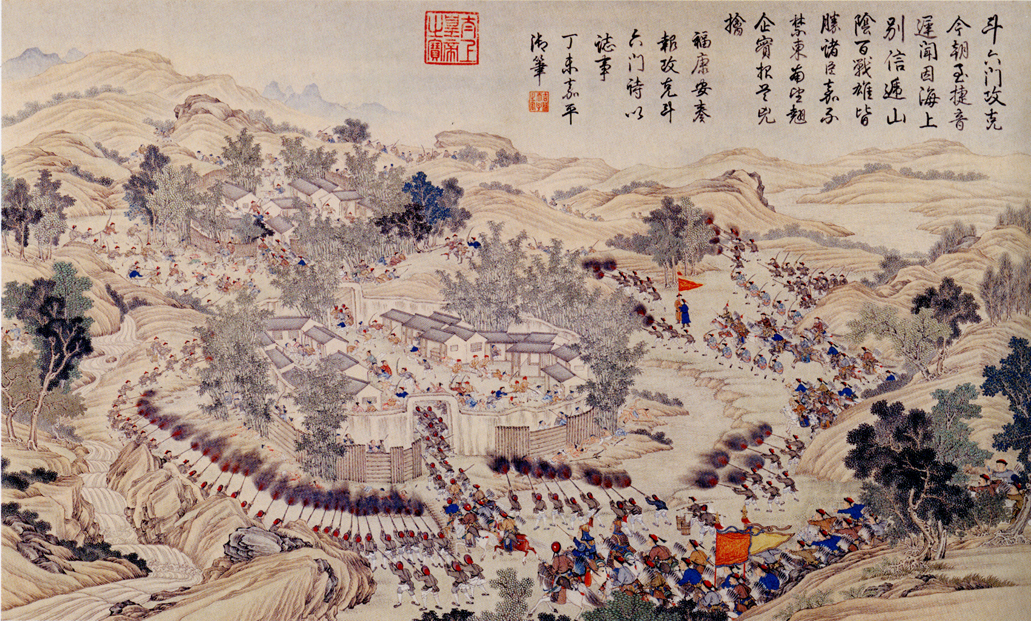
清軍攻克斗六門
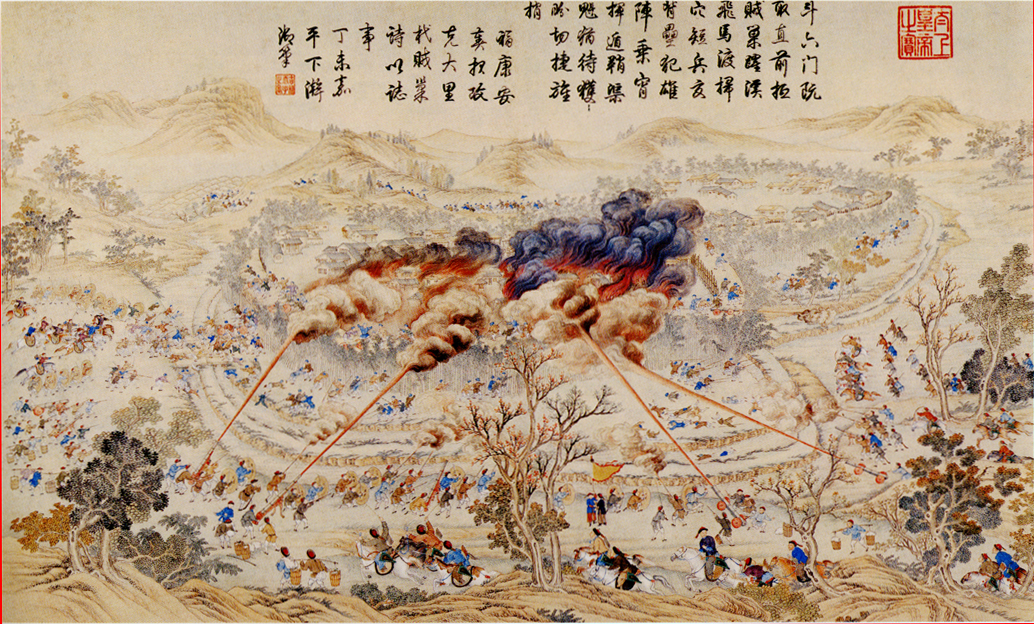
清軍攻克大里杙
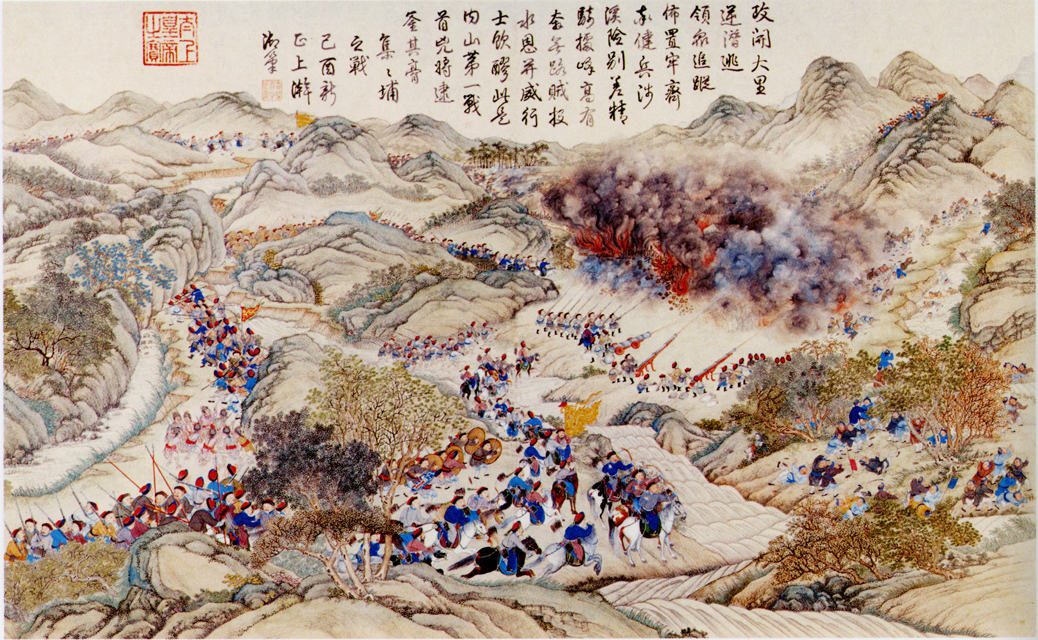
集集埔之戰
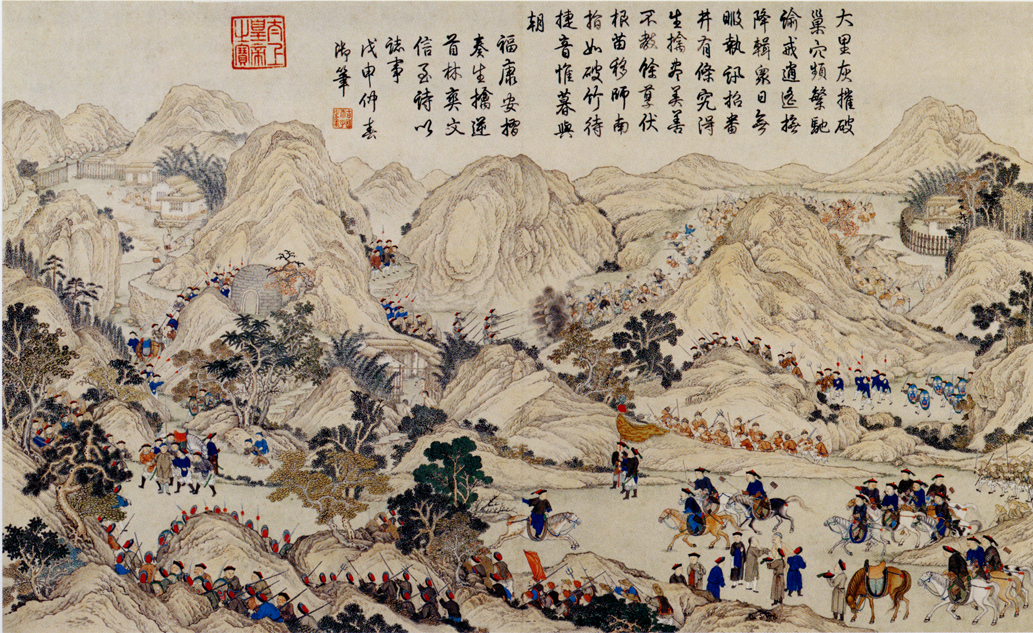
生擒林爽文
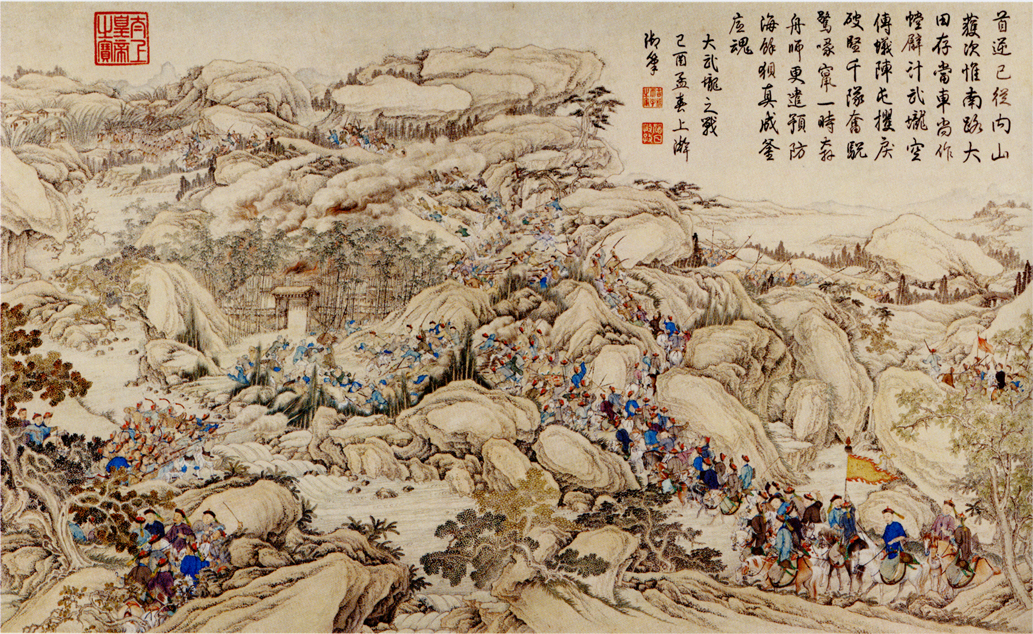
大武壟之戰
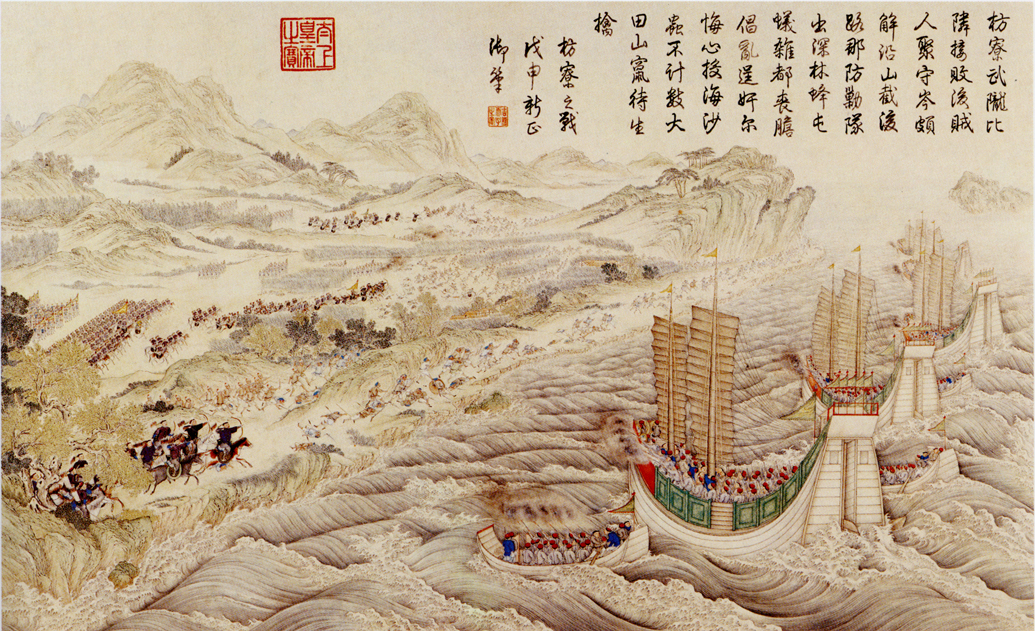
枋寮之戰
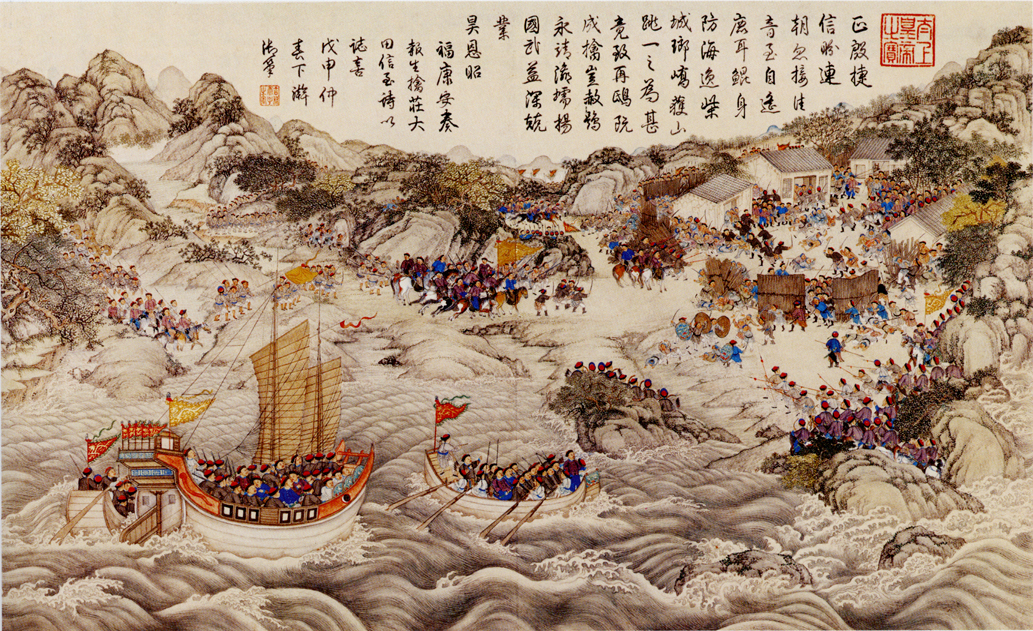
生擒莊大田

### 引用
1. 1 2  黃盈璋.  (PDF) (学位论文).   [2020-03-23]. （原始内容存档 (PDF)于2020-12-28）.
2. 1 2 3  清.《欽定平定台灣紀略》：「十二月二十七日丙寅，閩浙總督常青奏言：據署淡防應程峻、竹塹營守備董得魁會稟：『十一月初間，聞有彰化縣匪徒林爽文結黨肆虐，騷擾地方。即會帶兵役於交界處堵緝；并具文派撥番社飛遞道署。旋據該番帶回原文，並有彰邑大肚社番寄淡屬大甲社通事信，內稱：十一月二十七夜，彰化俞知縣在大墩地方拿匪，遇害。彰城失陷，路途梗塞，不能前進』等情。臣隨飛咨水師提臣黃仕簡率領本標兵一千名、金門鎮兵五百名、南澳銅山營兵五百名，由鹿耳門飛渡前進；派令副將丁朝雄、參將那穆素里帶領臣標兵八百名、海壇鎮兵四百名、閩安烽火營兵三百名，聽海壇鎮總兵郝狀猷調遣，由閩安出口至淡水前進；兩路圍攻。又參將潘韜、都司馬元勳帶領陸路提標兵一千名，前赴鹿仔港堵禦。臣即於泉州駐扎，會同陸路提臣任承恩居中調度。并委金門鎮總兵羅英笈前赴廈門彈壓。一面通飭沿海營縣嚴密防範，并咨廣東、浙江等省督撫各臣，於海口要隘一體嚴查，不使匪徒得以竄逸。」
3. ↑  林育德. . 啟動文化. 2014-06-05  [2020-12-28]. ISBN 9789869055543. （原始内容存档于2021-02-23）.
4. ↑  莊吉發.  (PDF). 《人文及社會科學集刊》. 1992年, 第5卷 (第1期)  [2020-07-23]. （原始内容存档 (PDF)于2021-02-23）.
5. 1 2  .   [2016-09-20]. （原始内容存档于2019-01-16）.
6. ↑  聯合新聞網. . 琅琅悅讀.   [2023-12-14]. （原始内容存档于2023-12-20） （中文（臺灣））.
7. 1 2 3  謝文賢. . . 臺中市政府文化局. 2015-11: 192–211. ISBN 978-986-178-369-7.